# Paphiopedilum javanicum
Paphiopedilum javanicum es una especie de la familia de las orquídeas. Es un endemismo de la isla de Java y Borneo

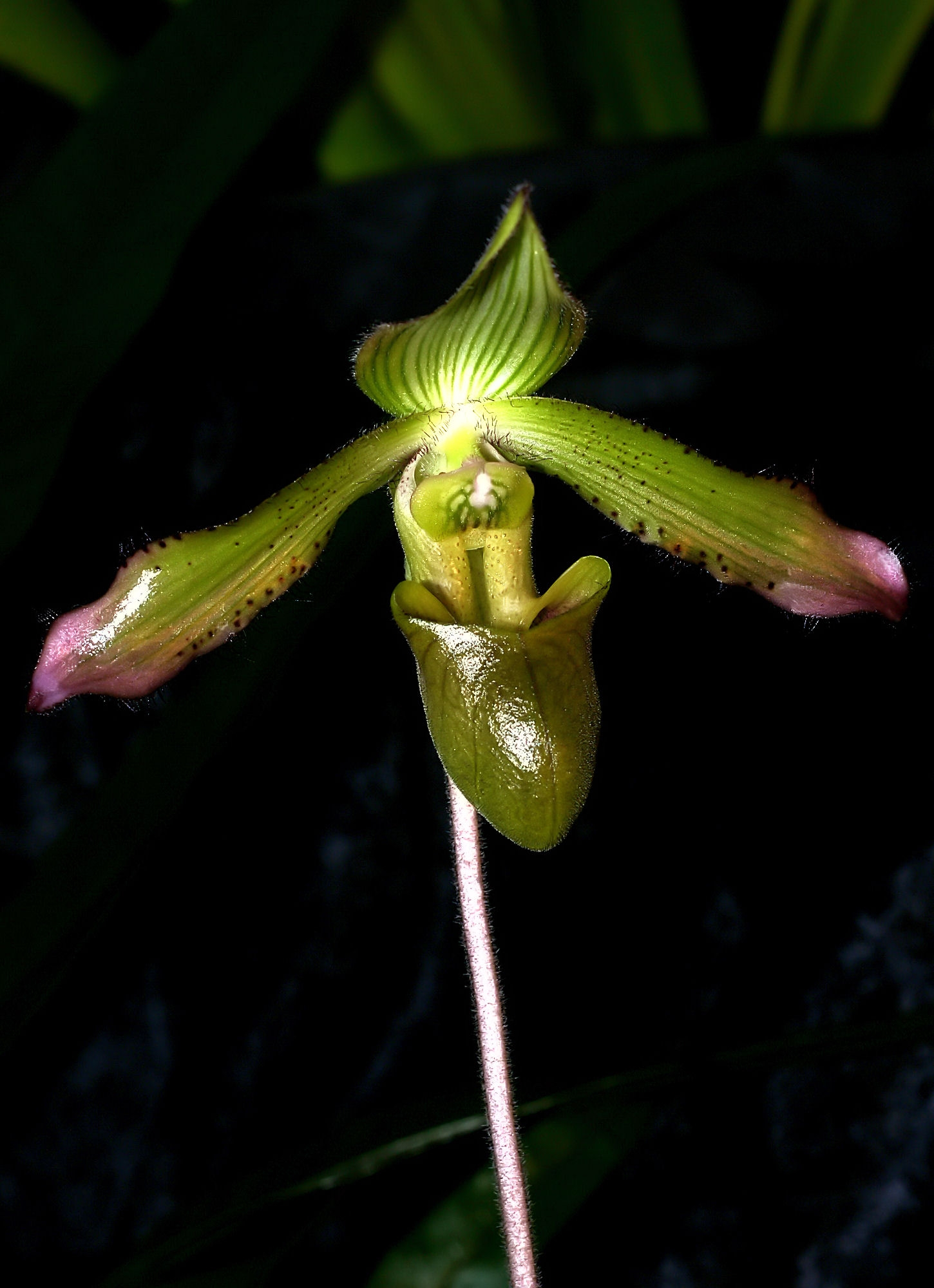
Detalle de la flor

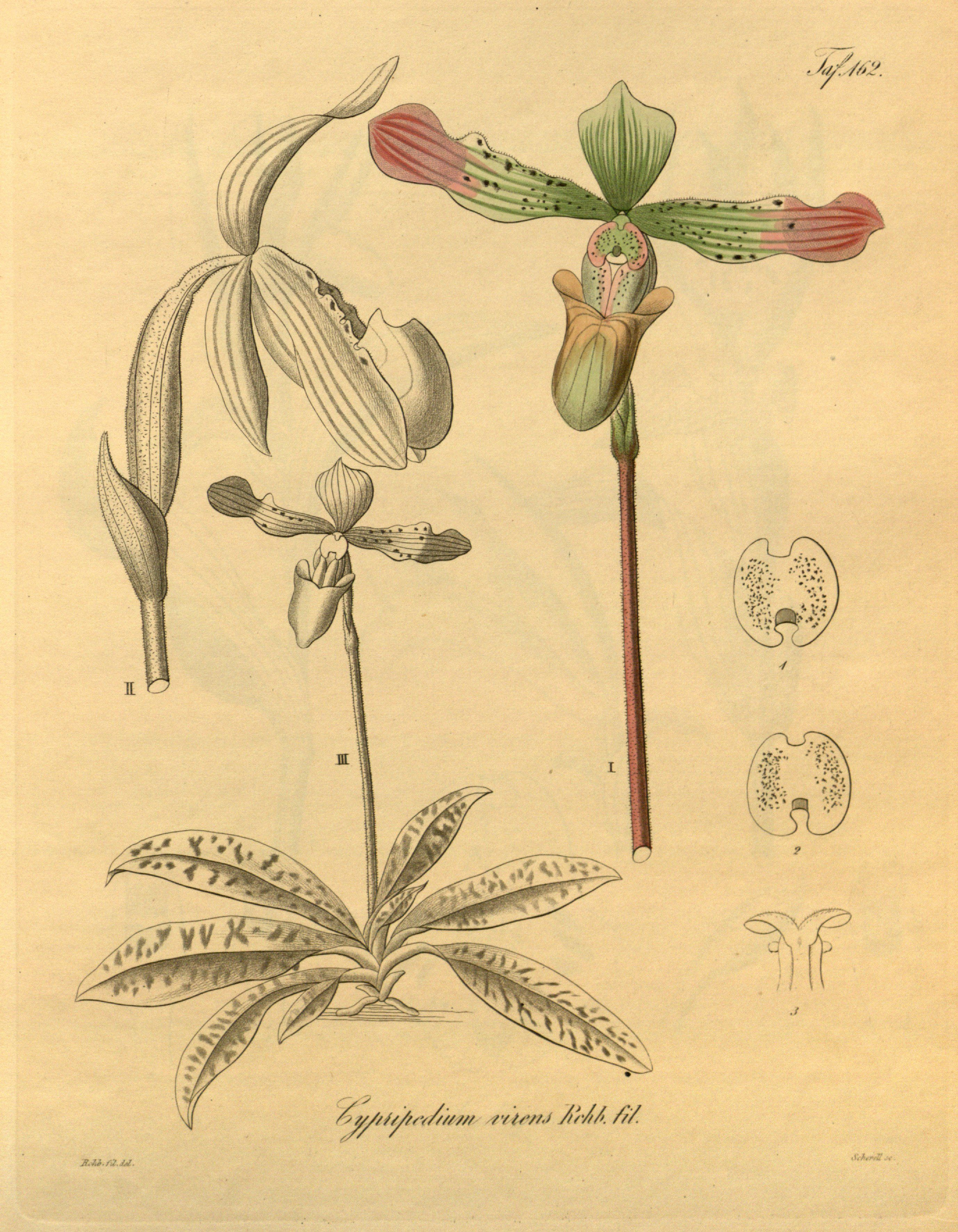
Ilustración

## Descripción
Es una orquídea de tamaño pequeño, que prefiere el clima cálido y tiene hábitos terrestres con hojas oblongo elípticas o elíptico estrechas, de color verde oscuro moteado, bilobuladas. Florece en una inflorescencia de color verde pálido y moteada, erguida, de 30 cm de largo con solo una flor (raramente 2),y brácteas de color verde pálido manchado púrpura que tiene márgenes ciliados y vena media. Se produce en el verano y el otoño.

## Distribución y hábitat
Se encuentran en la isla de Java y Borneo en las montañas y bosques montanos de grano fino de roca volcánica, en laderas llenas de cantos rodados y piedras, en grietas en la sombra profunda en elevaciones de 750 a 1900 metros.

## Taxonomía
Paphiopedilum javanicum fue descrita por (Reinw. ex Lindl.) Pfitzer y publicado en Pringsh. Jahrb. Wiss. Bot. 19: 165. 1888.
Etimología
El nombre del género viene de « Cypris», Venus, y de "pedilon" = "zapato" ó "zapatilla" en referencia a su labelo inflado en forma de zapatilla.
javanicum; epíteto geográfico que se refiere a su localización en la isla de Java.
- Paphiopedilum javanicum var. javanicum
- Paphiopedilum javanicum var. virens (Rchb.f.) Stein

Sinonimia
- Cordula javanica Rolfe 1912;
- Cypripedium javanicum Reinw. ex Blume 1823
- Paphiopedilum javanicum f. nymphenburgianum (Roeth & O.Gruss) P.J.Cribb 1998
- Paphiopedilum javanicum var. nymphenburgianum Roeth & O.Gruss 1997[3][4][1]